# II liga
Il campionato di II liga rappresenta il terzo livello del campionato polacco di calcio ed è noto anche come Betclic II Liga per motivi di sponsorizzazione. Fino alla stagione 2007-2008 la II Liga indicava il campionato cadetto.

## Formato
Il campionato vede 18 squadre partecipanti in un girone all'italiana con partite di andata e ritorno, per un totale di 24 giornate, al termine delle quali le prime due classificate sono promosse in I liga insieme con la vincente dei play-off che comprendono altre 4 squadre, mentre le ultime 4 sono retrocesse in III liga.

## Storia
Una terza serie nazionale fu sviluppata in contemporanea alla nascita del campionato polacco, datata 1927: al di sotto dei campionati regionali, le Classi A, giocavano altri campionati, noti come Classi B, che spesso comprendevano più regioni all'interno dello stesso girone.
All'indomani della guerra la federazione calcistica della Polonia riformò il campionato con la creazione di un sistema piramidale a tre livelli, con Classi A, B e C. Il sistema calcistico dei livelli inferiori fu nuovamente modificato nel 1953, quando alla terza serie nazionale partecipavano 93 squadre, divise in 8 gironi distinti, e nuovamente nel 1955, quando si passò a quattro gironi. Questa idea tuttavia durò pochi mesi, prima di essere abbandonata e sostituita nel 1960 da 15 leghe regionali.
Un nuovo tentativo di minor frammentazione si ebbe nel 1966, con la riduzione del numero di giorni a 4, ma nel 1973 si tornò alle 20 leghe regionali, poi aumentate a 24 un anno dopo. Il sistema più duraturo fu quello degli 8 gironi, che rimase in vigore dal 1982 al 1998, prima di una riduzione graduale.
La riforma del campionato del 2008 cambiò il nome delle serie regionali in II Liga, che tornò ad essere disputata in 2 gironi, con l'introduzione del girone singolo dal 2014.

### Numero di gironi
| Periodo         | Gironi |
| --------------- | ------ |
| 1945-1949       | 14     |
| 1950            | 17     |
| 1951            | 14     |
| 1952            | 17     |
| 1953-1956       | 8      |
| 1956            | 9      |
| 1957            | 15     |
| 1958            | 16     |
| 1959            | 17     |
| 1960            | 18     |
| 1961-1965/66    | 15     |
| 1966/67-1972/73 | 4      |
| 1973/74         | 20     |
| 1974/75         | 24     |
| 1975/76         | 20     |
| 1976/77-1979/80 | 8      |
| 1980/81-1981/82 | 4      |
| 1982/83-1996/97 | 8      |
| 1997/98-2007/08 | 4      |
| 2008/09-2013/14 | 2      |
| 2014/15-attuale | 1      |

## Squadre partecipanti
Di seguito le squadre partecipanti all'edizione 2024-2025
| Club                      |
| ------------------------- |
| Chojniczanka Chojnice     |
| GKS Jastrzębie            |
| Hutnik Cracovia           |
| KKS Kalisz                |
| ŁKS II                    |
| Olimpia Elbląg            |
| Olimpia Grudziądz         |
| Podbeskidzie              |
| Pogoń Grodzisk Mazowiecki |
| Polonia Bytom             |
| Rekord Bielsko-Biała      |
| Resovia Rzeszów           |
| Skra Częstochowa          |
| Świt Stettino             |
| Wieczysta Cracovia        |
| Wisła Puławy              |
| Zagłębie Lubin II         |
| Zagłębie Sosnowiec        |

## Albo d'oro

### Struttura a 2 gironi (2010-2014)
| Stagione  | Gruppo Orientale  | Gruppo Occidentale |
| --------- | ----------------- | ------------------ |
| 2010-2011 | Olimpia Elbląg    | Olimpia Grudziądz  |
| 2011-2012 | Okocimski Brzesko | Miedź Legnica      |
| 2012-2013 | Wisła Płock       | Rybnik             |
| 2013-2014 | Wigry Suwałki     | Chrobry Głogów     |

### Struttura a un girone (2014-attuale)
| Stagione  | Campione          | 2º posto              | 3º posto            |
| --------- | ----------------- | --------------------- | ------------------- |
| 2014-2015 | Kluczbork         | Zagłębie Sosnowiec    | Rozwój Katowice     |
| 2015-2016 | Stal Mielec       | Znicz Pruszków        | GKS Tychy           |
| 2016-2017 | Raków Częstochowa | Odra Opole            | Puszcza Niepołomice |
| 2017-2018 | GKS Jastrzębie    | ŁKS                   | Warta Poznań        |
| 2018-2019 | Radomiak Radom    | Olimpia Grudziądz     | GKS Bełchatów       |
| 2019-2020 | Górnik Łęczna     | Widzew Łódź           | Resovia Rzeszów     |
| 2020-2021 | Górnik Polkowice  | GKS Katowice          | Skra Częstochowa    |
| 2021-2022 | Stal Rzeszów      | Chojniczanka Chojnice | Ruch Chorzów        |
| 2022-2023 | Polonia Varsavia  | Znicz Pruszków        | Motor Lublino       |
| 2023-2024 | Pogoń Siedlce     | Kotwica Kołobrzeg     | KKS Kalisz          |